# Flux (logiciel)
Pour les articles homonymes, voir Flux.
 (juillet 2012).

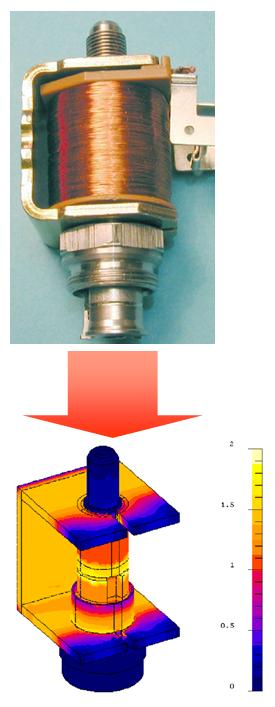
Simulation du champ magnétique sur un actionneur à l'aide de Flux3D

Flux est un logiciel de simulation numérique utilisé en conception assistée par ordinateur. Il utilise la méthode des éléments finis et permet le calcul des états magnétiques, électriques ou thermiques des dispositifs en régimes permanents, transitoires et harmoniques, avec des fonctionnalités d'analyse multi-paramétrique étendues, les couplages circuit et cinématique. Ceci nécessite la résolution d'équations diverses: équations de Maxwell, de la chaleur, loi de comportement des matériaux. De par la difficulté de la résolution simultanée de ces équations, le code est découpé en un ensemble de modules chargés de résoudre chacun un type de problème donné (c’est-à-dire les équations à utiliser et les hypothèses associées).
Flux a été développé (en collaboration avec le G2ELab, fusion du Laboratoire d'Electrotechnique de Grenoble, du Laboratoire d'Electrostatique et Matériaux Diélectriques et du Laboratoire de Magnétisme du Navire) et distribué en France par la société CEDRAT, rachetée en 2016 par la société américaine ALTAIR (en).

## Principaux champs d'application
- Les machines tournantes[1],[2],[3]
- Les actionneurs linéaires[4]
- La compatibilité électromagnétique[5]
- Les transformateurs et inductance[6]
- Les dispositifs de chauffage par induction et procédés de traitement thermique[7]
- Les capteurs[8]
- Les dispositifs haute tension sont autant d’applications qui peuvent être simulées et optimisés grâce à cet outil.